# Pestyéni Gergely
Pestyéni Gergely (? – 1554 januárja) országbíró.

## Életrajza
Pestyéni Gergely életéről viszonylag kevés adat maradt fenn. Előbb Szent-Királyon, (Martonosi) Pestyéni Gergely mint földesúr szerepelt az okiratokban, majd 1505-ben Csongrád megye országgyűlési követe.
1521-ben a fennmaradt adatok szerint Perényi Ferenc váradi püspök szolgálatában állt, mint Nagyváradi udvarbíró.
1527 márciusában pedig már mint udvarmester vett részt I. János magyar király Budán tartott országgyűlésén.
1530. február 14-től 1540-ig I. János király országbírója, e tisztségben 1540-től 1554. III. 13-ig Nádasdy Tamás követte.
1532 tavaszán Visegrád várát Zudi Kozár Miklós várnagy mint János király hadvezéreinek, Pestyéni Gergely országbírónak és Athinai Simon budai udvarbírónak adta fel a várat. 
1554 januárjában halt meg.